# Rallye Estland

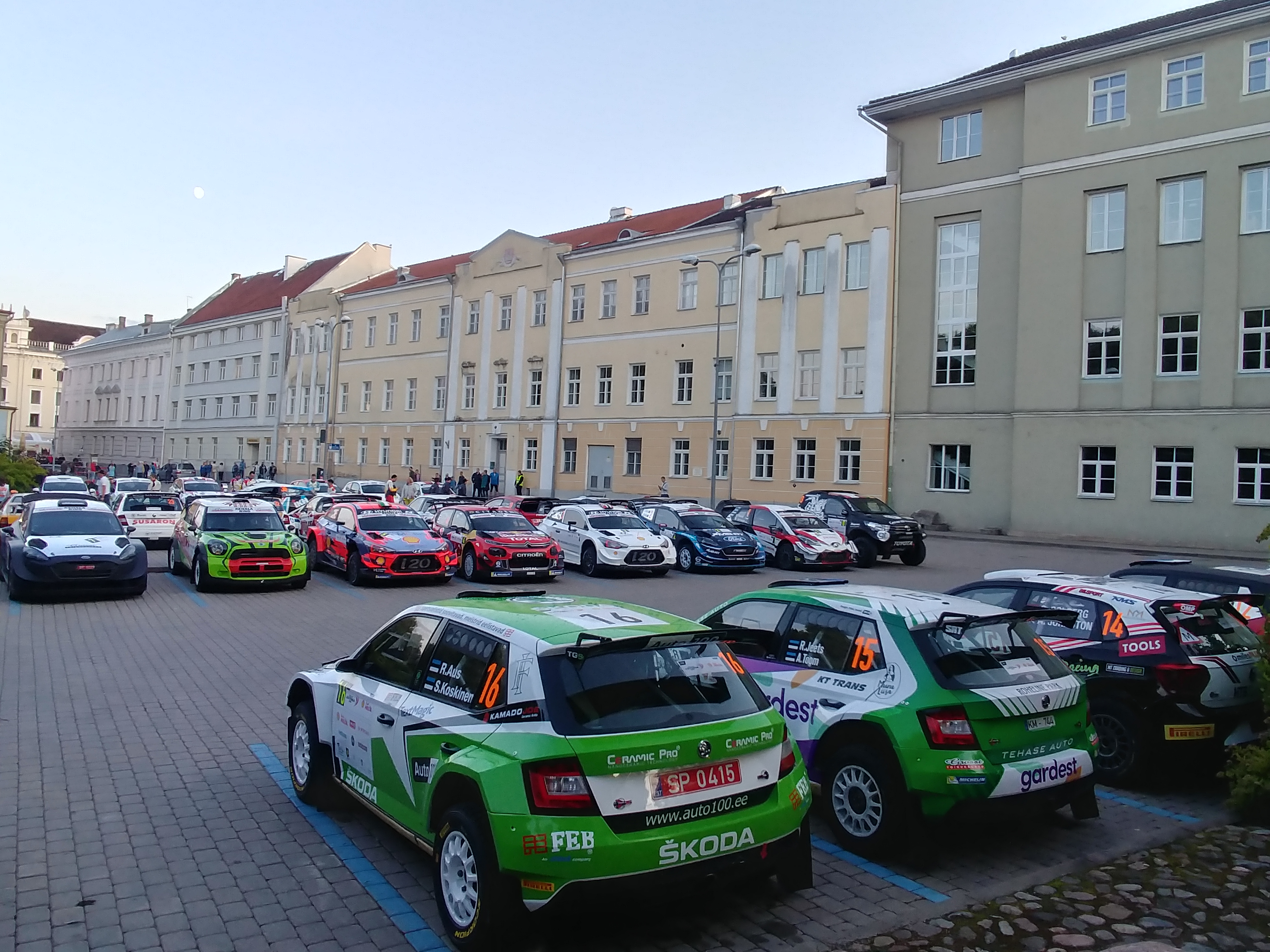
Parc fermé in Tartu im Jahr 2019

Die Rallye Estland ist eine Motorsport-Veranstaltung, die jedes Jahr im gleichnamigen Land im Baltikum stattfindet.

## Geschichte
Seit dem Jahr 2010 wurde die Rallye jährlich ausgetragen bis auf 2017. Von 2014 bis 2016 war die Rallye Estland ein Lauf zur FIA-Rallye-Europameisterschaft, vorher hatte der Event meist nationalen Status oder gehörte zur Baltic Rallye Trophy. Im Jahr 2020 wurde zum ersten Mal in der Geschichte der Rallye-Weltmeisterschaft ein WM-Lauf in Estland ausgetragen.
Es ist der größte Motorsport-Event des Landes. Gefahren wird auf Schotterstraßen im Süden von Estland rund um die Stadt Tartu. Der Servicepark der Rallye befinden sich im Tehvandi-Sportzentrum in Otepää.

## Gesamtsieger
| Jahr | Rallye             | Fahrer           | Co-Pilot        | Team                       | Auto                    | Status                                                                      |
| ---- | ------------------ | ---------------- | --------------- | -------------------------- | ----------------------- | --------------------------------------------------------------------------- |
| 2010 | 1. Rallye Estland  | Markko Märtin    | Kristo Kraag    | MM Motorsport              | Ford Focus RS WRC       | Estonia Rally Meisterschaft                                                 |
| 2011 | 2. Rallye Estland  | Mads Østberg     | Jonas Andersson | Adapta AS                  | Ford Fiesta RS WRC      | Estonia Rally Meisterschaft                                                 |
| 2012 | 3. Rallye Estland  | Mads Østberg     | Jonas Andersson | Adapta WRT                 | Ford Fiesta RS WRC      | Latvian Rally Meisterschaft                                                 |
| 2013 | 4. Rallye Estland  | Georg Gross      | Raigo Mõlder    | OT Racing                  | Ford Focus RS WRC       | Latvian Rally Meisterschaft                                                 |
| 2014 | 5. Rallye Estland  | Ott Tänak        | Raigo Mõlder    | MM Motorsport              | Ford Fiesta R5          | ERC                                                                         |
| 2015 | 6. Rallye Estland  | Alexei Lukjanjuk | Alexey Arnautov | Chervonenko Racing         | Mitsubishi Lancer Evo X | ERC                                                                         |
| 2016 | 7. Rallye Estland  | Ralfs Sirmacis   | Māris Kulšs     | Sports Racing Technologies | Škoda Fabia R5          | ERC                                                                         |
| 2018 | 8. Rallye Estland  | Ott Tänak        | Martin Järveoja | Toyota WRT                 | Toyota Yaris WRC        | Estonia Rally Meisterschaft Latvian Rally Meisterschaft Baltic Rally Trophy |
| 2019 | 9. Rallye Estland  | Ott Tänak        | Martin Järveoja | Toyota WRT                 | Toyota Yaris WRC        | Estonia Rally Meisterschaft Latvian Rally Meisterschaft Baltic Rally Trophy |
| 2020 | 10. Rallye Estland | Ott Tänak        | Martin Järveoja | Hyundai WRT                | Hyundai i20 Coupe WRC   | WRC                                                                         |
| 2021 | 11. Rallye Estland | Kalle Rovanperä  | Jonne Halttunen | Toyota WRT                 | Toyota Yaris WRC        | WRC                                                                         |
| 2022 | 12. Rallye Estland | Kalle Rovanperä  | Jonne Halttunen | Toyota WRT                 | Toyota GR Yaris Rally1  | WRC                                                                         |
| 2023 | 13. Rallye Estland | Kalle Rovanperä  | Jonne Halttunen | Toyota WRT                 | Toyota GR Yaris Rally1  | WRC                                                                         |